# Roma United
El Roma United Sports Club es un club de fútbol de las Islas Caimán ubicadó en George Town, que actualmente juega en la Cayman Islands League. Se formó en 2002 después de una fusión entre Roma International y Soweto.